# Neotrygon annotata
La manta raya común (Neotrygon annotata) o manta raya marrón es una especie de raya de la familia Dasyatidae. Se encuentra en hábitats poco profundos y de fondo blando en el norte de Australia. Alcanza los 24 cm de ancho y tiene un disco pectoral verde grisáceo en forma de diamante. Su cola, corta y en forma de látigo, alterna bandas blancas y negras con pliegues por encima y por debajo. En el lomo y en la base de la cola tiene pequeñas hileras de espinas, pero por lo demás la piel es lisa. Aunque esta especie posee un dibujo oscuro en forma de máscara en los ojos, común en su género, no está decorada como otras rayas.
De naturaleza bentónica, se alimenta principalmente de camarones carideos y gusanos poliquetos, y en menor medida de pequeños peces óseos. Es vivíparo, y las hembras producen camadas de una o dos crías que se alimentan durante la gestación mediante histotrofo («leche uterina»). Esta especie carece de valor económico, pero se captura incidentalmente en redes de arrastre de fondo, que se cree que resiste menos que otras rayas debido a su complexión grácil. Como también tiene una distribución limitada y una baja fecundidad, la Unión Internacional para la Conservación de la Naturaleza (UICN ) la ha clasificado como Casi Amenazada.

## Taxonomía y filogenia
La primera descripción científica de la raya común fue obra del investigador Peter Last, de la Organización de Investigación Científica e Industrial de la Commonwealth (CSIRO), en un número de 1987 de Memoirs of the National Museum of Victoria. El nombre específico annotatus procede del latín an («no») y notatus («marcado»), y hace referencia a la coloración de la raya. El holotipo es un macho de 21,2 cm (8,3 pulgadas) de diámetro, capturado frente a Australia Occidental; también se designaron varios paratipos. Last colocó provisionalmente la especie en el género Dasyatis, señalando que pertenecía al grupo de especies de «rayas máscara» que también incluía a la raya de manchas azules (entonces Dasyatis kuhlii). En 2008, Last y William White elevaron el grupo kuhlii al rango de género completo como Neotrygon, sobre la base de pruebas morfológicas y filogenéticas moleculares.
En un análisis filogenético de 2012 basado en el ADN mitocondrial y nuclear , se descubrió que la raya de llanura y la raya de Ningaloo (N. ningalooensis) eran los miembros más basales de Neotrygon. La divergencia del linaje de N. annotata se estimó en ~54 Ma. Además, los individuos secuenciados en el estudio se clasificaron en dos clados genéticamente distintos, lo que sugiere que N. annotata es un complejo de especies crípticas. Se estima que las dos especies putativas divergieron hace ~4,9 Ma; el acontecimiento precipitante fue probablemente la división de la población ancestral por cambios en la línea de costa.

## Descripción
El disco de la aleta pectoral de la raya común es delgado y en forma de diamante con esquinas exteriores estrechamente redondeadas, midiendo 1,1-1,3 veces más largo que ancho. Los márgenes anteriores del disco son suavemente cóncavos y convergen en un amplio ángulo hacia el extremo puntiagudo del hocico. Los pequeños ojos están muy juntos y detrás de ellos están los espiráculos. Los orificios nasales son alargados y tienen entre ellos un colgajo de piel en forma de falda. La pequeña boca presenta surcos prominentes en las comisuras y contiene dos delgadas papilas en el suelo. También hay pequeñas papilas alrededor del exterior de la boca. Tiene cinco pares de hendiduras branquiales. Las aletas pélvicas son bastante grandes y puntiagudas.
La cola es corta, apenas sobrepasa la longitud del disco cuando está intacta, y tiene una base ancha y aplanada que desemboca normalmente en dos espinas urticantes. Tras las picaduras, la cola se vuelve esbelta y presenta un largo pliegue en la aleta ventral y un pliegue mucho más corto en la aleta dorsal inferior. La mayor parte del cuerpo carece de dentículos dérmicos; detrás de los espiráculos hay una hilera en la línea media de 4-13 espinas pequeñas, muy próximas entre sí, y otra hilera de 0-4 espinas antes de las picaduras. La coloración dorsal es verde grisácea, tornándose rosácea hacia los márgenes del disco; hay una forma oscura parecida a una máscara alrededor de los ojos y un par de pequeñas manchas oscuras detrás de los espiráculos. La cola, detrás de los aguijones, presenta bandas alternas blancas y negras de anchura variable, que terminan en negro en la punta. La parte inferior es de color blanco liso y el pliegue de la aleta ventral es de color gris claro. Esta especie llega a medir 24 cm de ancho y 45 cm de largo.

## Distribución y hábitat
La neotrygon annotata habita la plataforma continental del norte de Australia, desde las islas Wellesley en Queensland hasta el archipiélago Bonaparte en Australia Occidental, incluyendo el golfo de Carpentaria y los mares de Timor y Arafura. Existen informes no confirmados de que su área de distribución se extiende hasta el sur de Papúa Nueva Guinea. Es la menos común de las diversas especies de rayas autóctonas de la región. Esta especie vive en el fondo y prefiere los hábitats con sedimentos finos. Se ha registrado entre 12 y 62 m (39 y 203 pies) de profundidad, y tiende a encontrarse más lejos de la costa que otras rayas de su área de distribución.

## Biología y ecología
La raya pintada suele cazar en la superficie del sustrato del fondo, en lugar de excavar en busca de presas. Su dieta se compone principalmente de camarones carideos y gusanos poliquetos. También se alimenta de pequeños peces óseos y, ocasionalmente, de gambas peneidas o anfípodos. Las rayas más grandes consumen una mayor variedad de presas y relativamente más gusanos poliquetos en comparación con las rayas más pequeñas. Esta especie está parasitada por la tenia Acanthobothrium jonesi.
Al igual que otras rayas, la raya común es vivípara y los embriones en desarrollo se mantienen hasta el término gracias a la histotrofina («leche uterina») producida por la madre. Las hembras maduras tienen un solo ovario funcional y útero, a la izquierda. Las crías miden entre 12 y 14 cm de diámetro. Los machos y las hembras alcanzan la madurez sexual con una anchura de disco de 20-21 cm (7,9-8,3 in) y 18-19 cm (7,1-7,5 in) respectivamente. La esperanza de vida máxima se estima en 9 años para los machos y 13 años para las hembras.

## Interacción con los humanos
La principal amenaza para su conservación es la captura accidental por parte de la pesca comercial de arrastre de fondo. En la actualidad, esto se debe sobre todo a la pesquería de gamba nórdica de Australia, que opera en toda su área de distribución. Aunque esta especie se descarta cuando se captura, su cuerpo es más delicado que el de otras rayas y, por lo tanto, es poco probable que sobreviva a los encuentros con artes de arrastre. Históricamente, esta especie también puede haberse visto afectada negativamente por los arrastreros japoneses, chinos y taiwaneses que pescaron intensamente frente al norte de Australia entre 1959 y 1990. Estos factores, junto con la distribución limitada y la baja tasa de reproducción de la raya de llanura, han hecho que la Unión Internacional para la Conservación de la Naturaleza (UICN) la considere Casi Amenazada.